# Zero Gravity (canção de Kerli)
"Zero Gravity" é uma canção da artista musical estoniana Kerli. Composta pela cantora, Svante Halldin e Jakob Hazell, foi divulgada ao público em 2011 e vazou na internet logo após. Inicialmente planejada para ser o primeiro single do segundo álbum de estúdio, mais tarde sendo lançado como o EP Utopia (2013), depois da sua distribuição em 20 de março de 2012, foi apenas um lançamento promocional servindo como prévia do disco, de acordo com a vocalista. 
A produção da música é eletrônica e Kerli se inspirou em espíritos do ar para escrever suas letras. A crítica notou a diferença no material da cantora em relação ao seu primeiro, que com "Zero Gravity" se direciona às pistas de dança, mas aprovou o resultado da composição. A obra atingiu a sexta posição da tabela Hot Dance Club Songs, que lista as faixas mais tocadas em casas noturnas dos Estados Unidos. O vídeo acompanhante de "Zero Gravity" foi dirigido por Alon Isocianu e mostra Kerli em um cenário atmosférico.

## Antecedentes e lançamento
Em 24 de agosto de 2011, a cantora estoniana Kerli apresentou-se no festival Vabaduse laul de Tallinn, o qual foi estabelecido para a comemoração dos vinte anos de independência do país. No evento, a artista cantou músicas suas como a então nova "Zero Gravity". Já com a versão de demonstração da canção vazada na internet, a artista liberou a edição oficial virtualmente no dia 15 de março de 2012. Estava inicialmente planejada para ser o primeiro single do segundo álbum de estúdio da estoniana, Utopia, mas Kerli afirmou em abril seguinte que a obra seria "apenas uma prévia" do então novo material.

## Composição
Kerli revelou que, para compor "Zero Gravity", procurou em livros usados sobre palavras, termos e conceitos para que resultassem na elaboração da canção. A inspiração para a faixa foram os espíritos do ar e de acordo com a cantora, "é como uma oração dos dias atuais ou uma oferenda aos espíritos do ar". "Zero Gravity" começa com a artista cantando "É como chegar em casa após viajar um milhão de quilômetros" ao som de uma produção eletrônica. Logo, a música desacelera nos versos "Me sinto tão leve como nunca / Tu me deixas sem gravidade", mas então a cantora exclama "Ah, estou em microgravidade", seguindo uma batida pulsante.

## Recepção
O disc jockey (DJ) Ron Slomowicz, da seção de dance music do portal About.com, notou a diferença do material de Kerli e seu direcionamento ao gênero dançante e às massas, mas observou a mudança da cantora como boa e que "Zero Gravity" possui um efeito "agradável". O redator concluiu sua crítica afirmando que "Kerli pode não estar mais 'flutuando', mas com 'Zero Gravity', ela ainda está com a cabeça nas nuvens."
"Zero Gravity" fez sua estreia nas tabelas musicais através da Hot Dance Club Songs, que divulga as faixas mais executadas em casas noturnas dos Estados Unidos, no número 32 da edição da semana de 17 de abril de 2012. Seu melhor desempenho com sua colocação na sexta posição da lista.

## Vídeo musical
O vídeo acompanhante de "Zero Gravity" foi dirigido pelo canadense Alon Isocianu e lançado em 21 de março de 2012. A gravação mostra Kerli em uma atmosfera futurística e vestindo roupas inspiradas em gueixas e outros visuais como o de borboletas.

## Lista de faixas
"Zero Gravity" foi lançada em 20 de março de 2012 através de download digital pela Island Records. Um extended play (EP) no mesmo formato foi disponibilizado no dia 3 de abril seguinte contendo além da versão original da canção, outra estendida mais oito remixes.
| Download digital |                |         |  |
| N.º              | Título         | Duração |  |
| 1.               | "Zero Gravity" | 3:51    |  |

| Extended play (EP) digital |                                                   |         |  |
| N.º                        | Título                                            | Duração |  |
| 1.                         | "Zero Gravity"                                    | 3:51    |  |
| 2.                         | "Zero Gravity" (versão estendida)                 | 6:33    |  |
| 3.                         | "Zero Gravity" (Laidback Luke Remix Edit)         | 4:03    |  |
| 4.                         | "Zero Gravity" (Laidback Luke Remix)              | 5:25    |  |
| 5.                         | "Zero Gravity" (Laidback Luke Remix Instrumental) | 5:18    |  |
| 6.                         | "Zero Gravity" (Almighty Edit)                    | 3:35    |  |
| 7.                         | "Zero Gravity" (Almighty Extended)                | 6:32    |  |
| 8.                         | "Zero Gravity" (Ruff Loaderz Dub)                 | 7:17    |  |
| 9.                         | "Zero Gravity" (It's The DJ Kue Edit!)            | 4:04    |  |
| 10.                        | "Zero Gravity" (It's The DJ Kue Extended Remix!)  | 7:05    |  |
| Duração total:             | Duração total:                                    | 53:43   |  |